# Neerharerheide
De Neerharerheide is een natuurreservaat ten westen van Neerharen, in de deelgemeente Rekem, en maakt onderdeel uit van het Nationaal Park Hoge Kempen. Het tweeënveertig hectare grote gebied ligt aan de voet van de steilrand naar het Kempens Plateau, en varieert in hoogte van 53 tot 70 meter.
De Neerharerheide is een gebied van dopheide, struikheide en veenmossen. Hier en daar heeft zich spontaan een zomereiken-berkenbos ontwikkeld; verder loopt er een wandelweg rond het gebied en zijn de natuurgebieden de Vallei van de Kikbeekbron, het Pietersembos, de Ziepbeekvallei en de Asbeekvallei nabijgelegen. 
Het gebied is Europees beschermd als onderdeel van Natura 2000-gebied (habitatrichtlijngebied BE2200035 en overlappend vogelrichtlijngebied BE2200727 'Mechelse heide en vallei van de Ziepbeek').

## Vernatting
In 2021 voerde het Agentschap Natuur en Bos vernattingswerken uit. Hierbij egaliseert men het terrein via het afplaggen van de zure strooisellaag en dempt grachten om de versnelde afvoer van regenwater te vermijden. Zo kan tijdens de natte winterperiode en bij stortbuien  het regenwater over de ganse oppervlakte binnendringen en verhoogt de grondwaterspiegel. Zo kan een uniek type grasland ontstaan dat bloemrijk en heideschraal is. Dopheide, gagel, klokjesgentiaan, witte snavelzegge krijgen hun kans nadat men de bodem met steenmeel heeft bestrooid om hem basischer te maken en te bufferen met mineralen en men maaisel met zaden van een aangrenzend grasland heeft uitgestrooid.

## Galerij

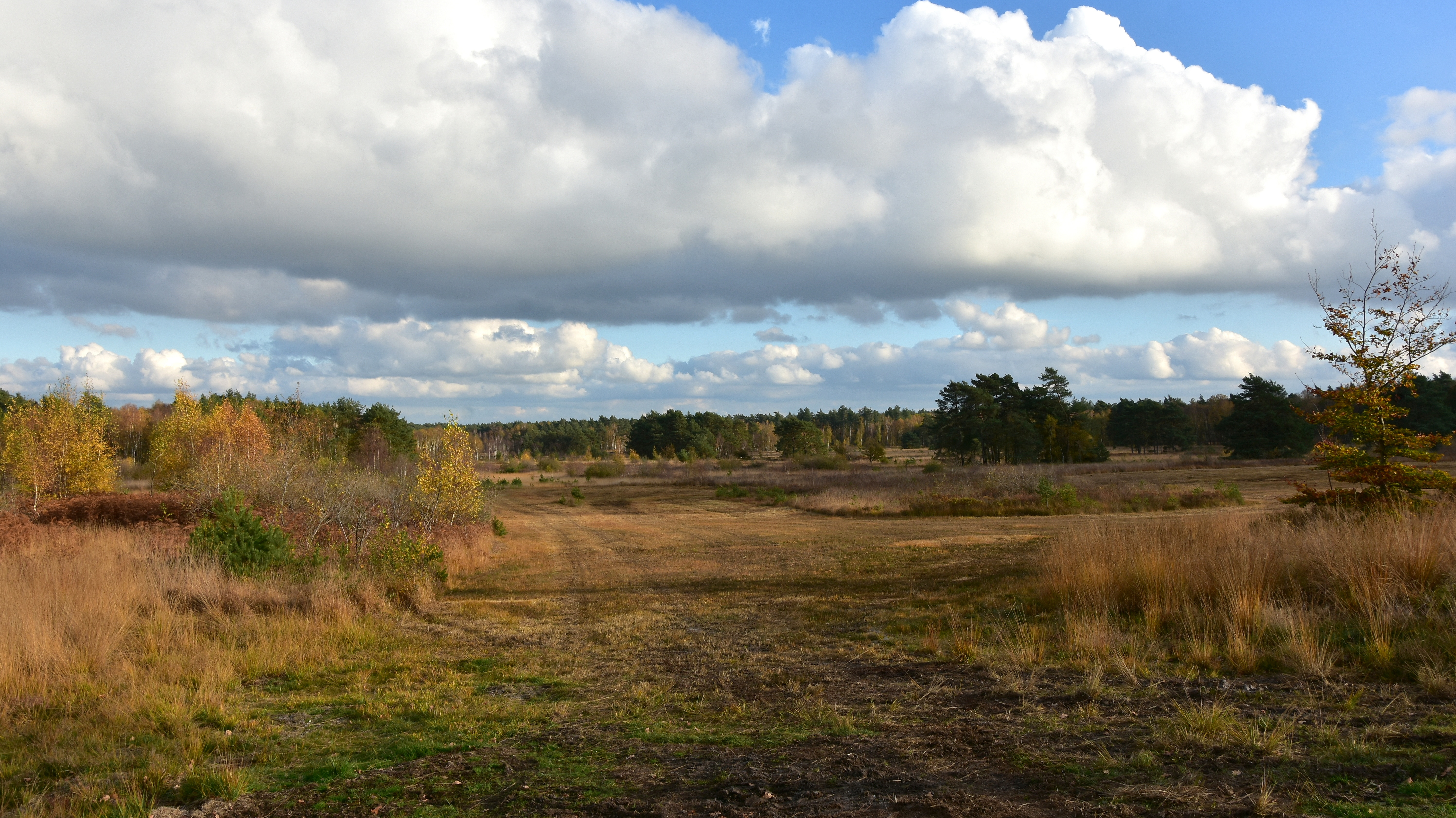
Neerharerheide
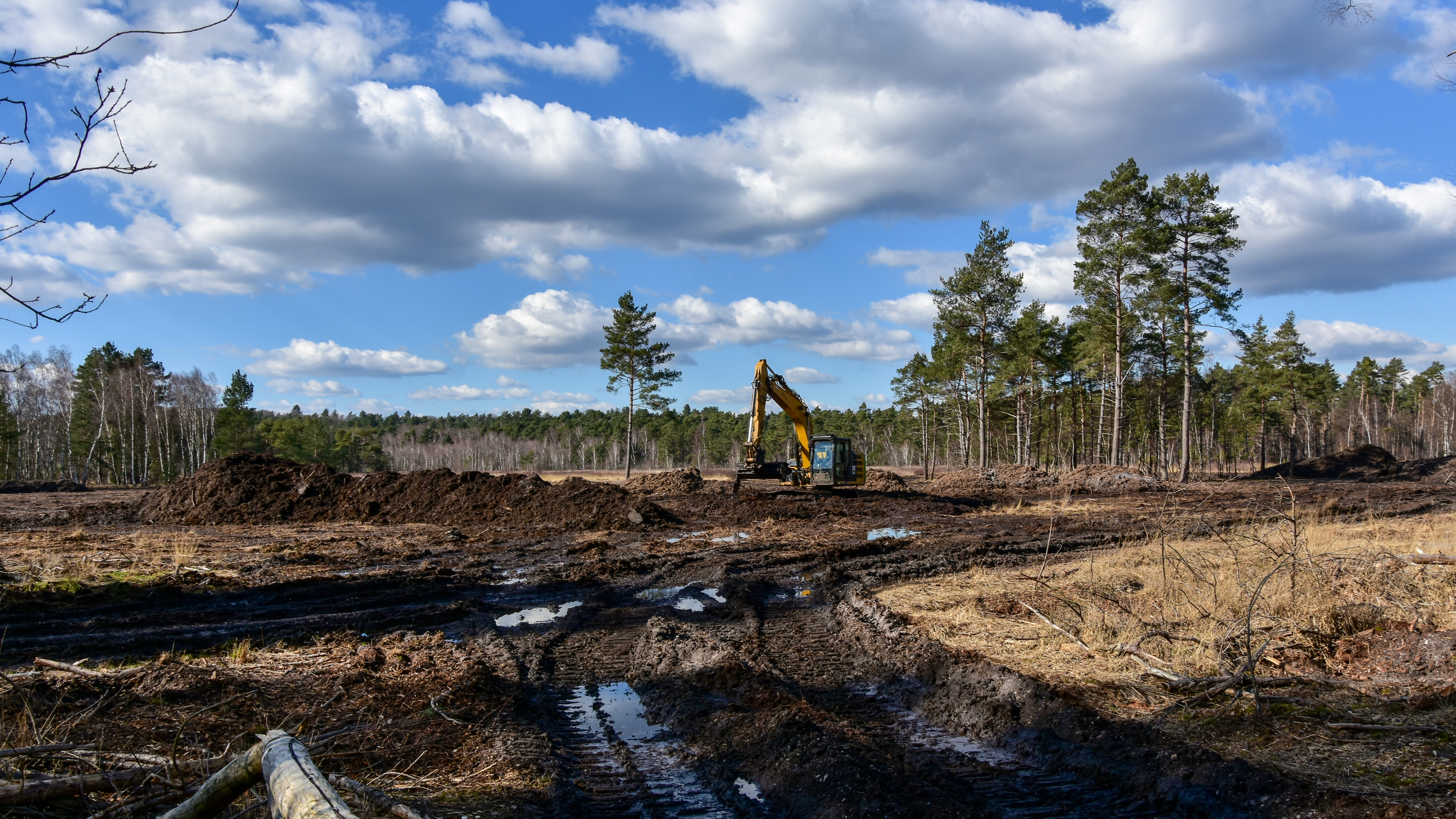
Vernatting van de Neerharerheide
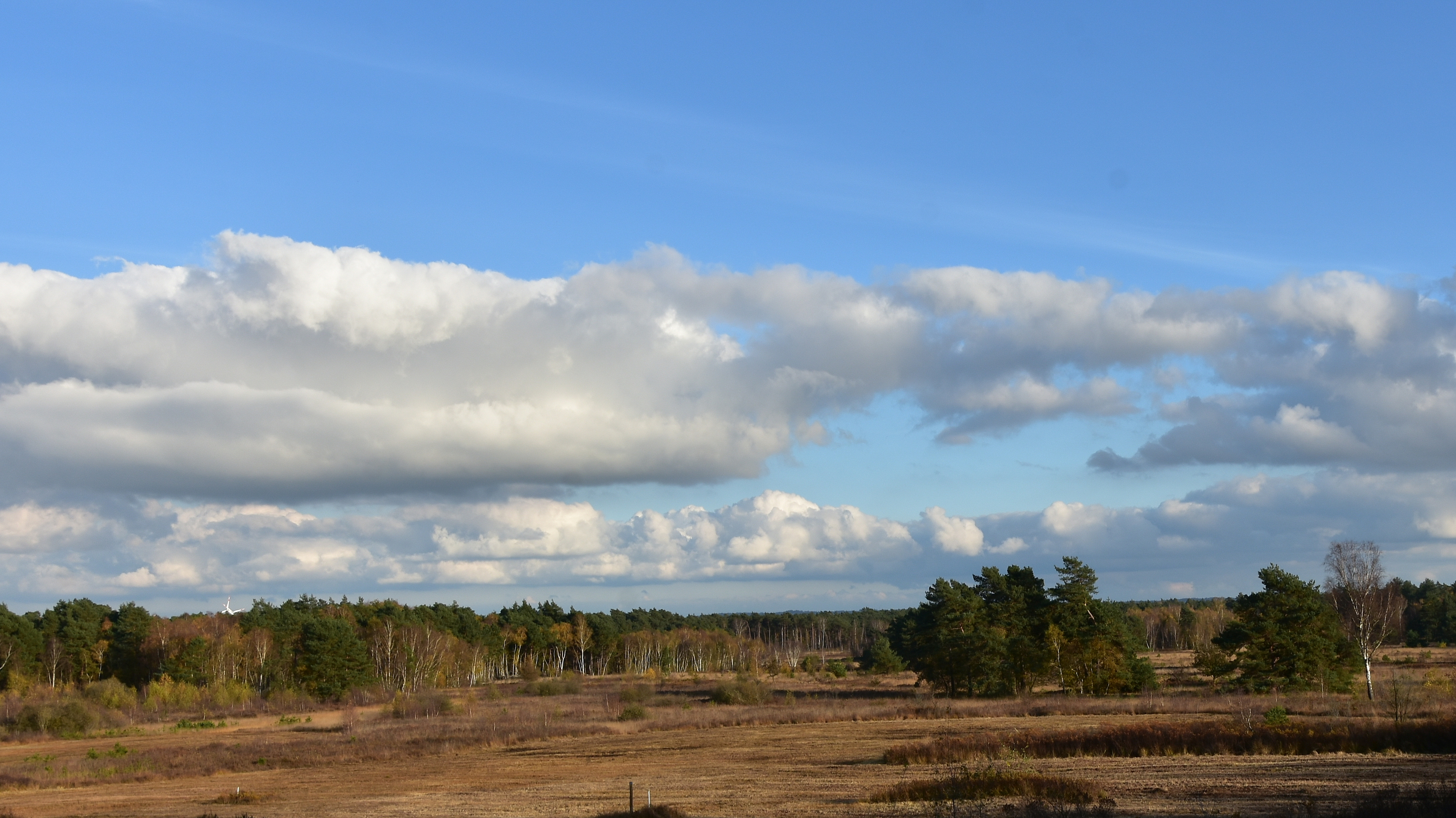
Neerharerheide